# سيدني سوبر دوم
سيدني سوبر دوم هي صالة متعددة الأستخدامات تقع في سيدني، أستراليا. تم افتتاح الصالة في نوفمبر 1999.